# 莫茂洽
莫茂洽（越南语：／，1563年—1592年），越南南北朝中期莫朝君主，1564年至1592年在位。

## 生平
莫茂洽是莫宣宗的兒子，光宝九年（1563年）二月出生。次年二月初七日（1564年2月18日），莫宣宗因病疹痘逝世，莫茂洽繼位，當時年僅兩歲。由於莫茂洽即位時尚為沖齡，由謙太王莫敬典主持軍事，應王莫敦讓主持內政。其他重要大臣如駙馬岸郡公莫玉、石郡公阮敬等都被提升到輔政大臣的位置，執掌兵權，盡力輔佐。
當時後黎朝在太師鄭檢的率領下屢次北伐，並多次獲勝，奪取了大量地區。而莫朝的輔政大臣之間又發生了爭鬥，互相告發。1564年，莫敬典的長子端雄王莫敬止被人告發與父親的妾私通，被廢為庶人。以莫敬典的次子莫敬敷為唐安王，委以兵權。直到莫敬典逝世後，莫敬止方才被封為雄禮公，但沒有兵權。
南方後黎朝的太師鄭檢屢次出兵進攻莫朝的山南一帶，所過之處戰無不勝。在鄭檢的不斷進攻下，莫朝朝廷討論退兵一事。謙太王莫敬典力排眾議，認為黎軍的主力全部在外，其都城清化必然空虛。於是莫敬典在1565年率莫軍偷襲，兵鋒直指清化，大敗黎軍，迫使鄭檢退兵。但從1568年起鄭檢不斷地反攻，莫朝處於劣勢，被迫保持戰局的守勢。直到鄭檢逝世後方才有所轉機。
1570年，鄭檢逝世，世子鄭檜代領其兵權。由於鄭檜貪於酒色，其弟鄭松發動兵變將其推翻，後黎朝一些將領也起兵叛亂。莫朝趁鄭氏兄弟爭權之機派十萬大軍大舉進攻後黎朝。由莫敦讓、莫廷科扼守神符海門；莫敬典則率莫玉、阮倦等人入侵後黎朝各地。鄭檜率其親信投降莫朝，被莫茂洽封為忠良侯。
莫敬典出兵南伐，鄭松不能制，莫軍橫行於馬漆江和藍江一帶。但由於鄭松經常發動偷襲，莫軍人心惶惶，多有投降者。因此莫敬典不能得勝。於是莫敬典改變了策略，轉而攻打乂安各縣，順化、廣南的土人欲響應莫軍，但被阮潢發現，將其誅殺。鄭松發兵救乂安，方才擊退了莫軍。
1572年，後黎朝將領黎及第與鄭松不和，各懷異志。莫敬典趁機騷擾清化、乂安一帶。 1573年，莫茂洽成年親政，莫敬典出居昇龍城南的軍營。1574年起，莫茂洽派莫敬典、阮倦、莫玉等人多次攻打乂安、清化、宣光、興化等地，後黎朝始終處於劣勢。
1578年，莫茂洽在宮中遭到雷擊，半身不遂，後來在醫官的調養下方才好轉。因此改元延成。
1580年莫敬典病逝，莫朝失去了強有力的領導核心，急劇走向衰落。次年莫茂洽任命莫敦讓統領兵權，但莫敦讓並沒有軍事家的才能，因此在與後黎朝的戰爭中屡敗。而同年莫茂洽又得了青光眼失明，雖然在數年後復明，但莫朝急劇走向衰落，莫朝將領紛紛歸附後黎朝。
1585年，後黎朝的鄭松開始率軍反攻。莫茂洽決定採取守勢，於是大興土木修築昇龍城的防禦工事。但鄭松的軍隊節節勝利，鄭松及其部將黃廷愛、阮有僚等部履敗莫軍。
1591年，鄭松率阮有僚、黃廷愛、鄭杜等部，大舉進攻莫朝。莫軍大敗。次年，黎軍直搗昇龍城下，莫茂洽棄城而走，逃到了菩提津，居於土塊館，留將佐防守昇龍。莫茂洽在長河召集莫玉、阮倦等部發動最後一搏，但大敗，昇龍城被攻陷。
次年（1592年）十一月，莫茂洽立兒子莫全為王，命其監國，而自己領兵與後黎朝軍隊作戰。雄禮公莫敬止發兵抵抗鄭軍，但為鄭軍所敗。戰敗後，莫茂洽乘船逃亡，至鳳眼縣模桂寺匿於民間。但十一天後被村民揭發，為鄭松部將抓獲押往昇龍，鄭松責問他先人的弑逆罪行，莫茂洽嚇得不敢回答，鄭松下令將莫茂洽生梟三日，然後斬於菩提津，傳首清化。後黎朝朝廷下令用兩顆釘子釘其兩眼，在清化集市上示眾。

## 腳註
1. 1 2  《大越通史·逆臣傳·莫福源傳》：“（正治）六年二月，福源妻裴氏生茂洽。”館藏編號VHv.1330/2。
2. ↑  富山侯武文溪女。《大越史記全書》，877頁。
3. ↑  阮倦之女。《大越史記全書》，892頁